# توری وازیله
توری وازیله (ایتالیایی: Turi Vasile؛ ۲۲ مارس ۱۹۲۲ – ۱ سپتامبر ۲۰۰۹) کارگردان فیلم، فیلم‌نامه‌نویس، تهیه‌کننده، نمایشنامه‌نویس و منتقد فیلم اهل ایتالیا بود.
از فیلم‌هایی که وی در آن‌ها نقش داشته است، می‌توان به پاهای طلایی، من او را خوب می‌شناختم و گنجینه سان جنارو اشاره نمود.